# 寶山左衛門 (四代目)
四代目 寶 山左衛門（たから さんざえもん、六代目福原百之助、本名: 若林 英次、1922年1月5日 - 2010年8月7日）は、東京市芝区宇田川町出身の長唄囃子方、篠笛演奏家・作曲家。福原流鳴物六代目宗家、福原流百之助派四代目家元。東京芸術大学客員教授、国立劇場養成所講師。

## 経歴
長唄囃子方五代目福原百之助の跡取りとして生まれ、母親も長唄の師匠。幼い頃より芸の薫陶を受けた。
1939年、旧制日本大学中学校（現在の日本大学第一高等学校）卒業。
第二次世界大戦中は駆逐艦の建造等に動員されたが、戦後邦楽界の再建に携わり、1940年に福原英次を名乗る。1964年に六代目百之助を襲名。1981年に長唄協会理事。1983年紫綬褒章。
1992年に長らく空白だった歌舞伎囃子方の名跡を継いで四代目寶山左衛門となった。1993年人間国宝認定、勲四等旭日小綬章。2010年8月7日、老衰のため死去。

## 音楽活動
囃子方として福原流小鼓、太鼓の指導も受けたが、特に人手が足りなかった笛方としての活動に重きをおくようになった。宗家としての活動に加え、東京芸術大学や国立劇場俳優養成所でも教鞭を振るい後進を育成している。各地で行われるセミナーやリサイタル、教科書の執筆を通しても篠笛の普及につとめた。
五代目が着手していた篠笛音譜及び楽器の改良を更に進め、唄用篠笛を生み出した。1945年には日本で（従って世界でも）初めての篠笛独奏曲を発表するなど篠笛曲の作曲も盛んに行った。

## 著書他

### 篠笛教科書
- 篠笛入門

### 芸談
- 横笛の魅力 ISBN 4-88293-226-1
- 横笛と私 ISBN 4-88293-089-7

小泉文夫らと共同で、五代目の遺した「黒美寿」の出版にも携わった。

### CD
- 笛のこころ (1997)
- 笛による日本の抒情歌 (2001)
- 笛による日本の抒情歌第二集 こどものうた こころのうた (2002)
- 笛 (2005)

（全てビクター伝統文化振興財団）